# Rotihonigfresser
Der Rotihonigfresser (Myzomela irianawidodoae) ist eine Vogelart aus der Familie der Honigfresser (Meliphagidae). Er ist auf der indonesischen Insel Roti endemisch. Das Artepitheton ehrt Iriana Joko Widodo (* 1963), die Gattin die indonesischen Staatspräsidenten Joko Widodo und seit 2014 First Lady.

## Merkmale
Bislang ist nur ein adultes Männchen ausführlich beschrieben worden. Es hat eine Gesamtlänge von ca. 11 cm und ein Gewicht von 32,2 g. Die Schnabellänge beträgt 17,8 mm, die die Schnabelfirstlänge 6,5 mm, die Lauflänge 17,2 mm und die Schwanzlänge 37,3 mm. Das Gefieder zeichnet sich durch eine leuchtend scharlachrote Kapuze aus, die den gesamten Kopf (Krone, Wangen, Ohrendecken, Kinn und Kehle) bedeckt und bis zur Brustmitte und zum Nacken reicht, mit Ausnahme der schwarzen Zügel, die sich als dünner Ring um das Auge herum erstrecken. Das Brustband ist schwarz und die mittelgraue Unterbrust, der Bauch, die Flanken sowie der Bürzel sind alle olivfarben verwaschen. Der obere Mantel, die Oberflügel einschließlich ihrer Deckflügel und der Schwanz sind schwarz. Sowohl die Arm- als auch Handschwingen haben schwarze Oberseiten und schiefergraue Unterseiten, wobei die Flügelinnenseiten weiß umrandet sind; die Unterflügeldecken sind weiß. Die gleiche scharlachrote Farbe wie am Kopf erstreckt sich ebenfalls von der Mitte des Mantels nach hinten bis zum Steiß und zu den oberen Schwanzdecken, während die Schirmfedern alle schwarz sind. Das Gefieder der Weibchen und Jungvögel ist unbeschrieben. Die Weibchen aller nahe verwandten Taxa sind jedoch im Allgemeinen graubraun auf den Oberseiten, mit einem dunkleren Schwanz und dunkleren Flügeln, einigen rötlich gefärbten Bereichen zumindest auf dem Kopf, dem Kinn und der Kehle und meist helleren graubraunen Unterseiten. Die Jungtiere ähneln im Allgemeinen den erwachsenen Weibchen, obwohl das Jugendkleid einiger dieser anderen Taxa ebenfalls unbeschrieben ist.

## Systematik

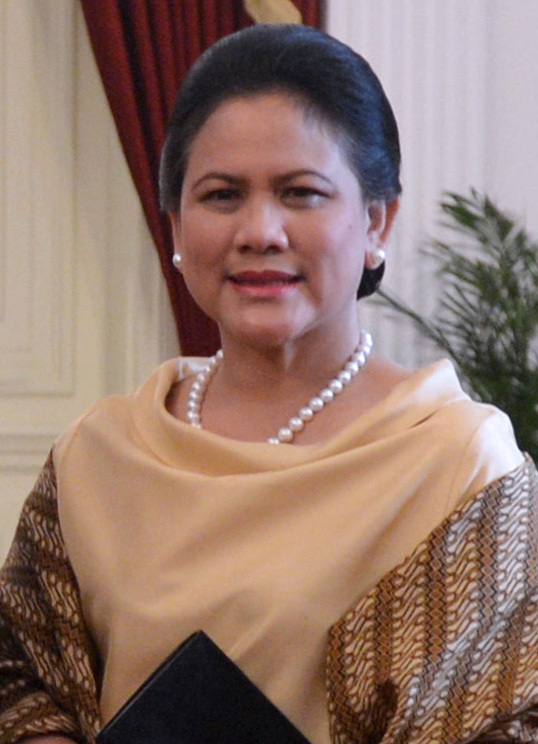
Iriana Joko Widodo wurde mit der Benennung der Art geehrt

Der Rotihonigfresser wurde 1990 entdeckt, 1996 ein zweites Mal beobachtet  und 2017 wissenschaftlich beschrieben. Es wurde festgestellt, dass das Gefieder dieses Taxons dem des Sumbahonigfressers (Myzomela dammermani) ähnlicher ist, als das des geographisch näher vorkommenden Dreifarben-Honigfressers (Myzomela vulnerata) von der Insel Timor. Spätere Arbeiten und Ende 2015 gesammelte Exemplare stellten die Unverwechselbarkeit des Rotihonigfressers fest. Die Biogeographie der Insel Roti wurde lange Zeit ignoriert, da ein Großteil der Taxonomen davon ausging, dass die meisten auf der Insel vorkommenden Vogeltaxa denen ihres viel größeren und nahen Nachbarn Timor sehr ähnlich sein würden. Heute geht man davon aus, dass auf Roti noch andere endemische Taxa, beispielsweise aus den Gattungen Ninox, Rhipidura und Phylloscopus, vorkommen, deren Bestätigung des Artstatus und in einigen Fällen deren Beschreibung noch aussteht.

## Lebensraum
Es gibt keine detaillierte Beschreibung des Lebensraums der Art, aber es ist bekannt, dass sie das Kronendach von Wäldern, Waldrand und trockenen Waldflächen mit blühenden Bäumen (z. B. Teak aus der Familie der Lippenblütler) bevorzugt, aber sie hält sich auch regelmäßig in Dörfern und stärker degradierten, verbuschenden Lebensräumen auf, wenn bestimmte bevorzugte Baumarten blühen.

## Stimme
Der Gesang umfasst eine Reihe harter, hoher, nach unten gerichteter Zip-Töne mit einer Dauer von weniger als einer Sekunde bei einer Rate von sechs Tönen pro Sekunde.

## Lebensweise
Der Rotihonigfresser ist standorttreu und revieransässig. Über seine Nahrung ist nur wenig bekannt, aber es wurde häufig beobachtet, dass die Art sich von Blüten der Teakbäume ernährt. Über Lebensweise und Brutbiologe ist praktisch nichts bekannt, obwohl die verfügbaren Studien darauf hindeuten, dass das Verhalten der Art wahrscheinlich sehr ähnlich dem anderer rotköpfiger Honigfresser von den Kleinen Sundainseln und nahe gelegenen Gebieten ist.

## Status
Der Rotihonigfresser ist noch nicht von der IUCN erfasst. Die Erstbeschreiber schlagen jedoch einen Status als gefährdet vor, zumal die Entwaldung auf Roti immer mehr voranschreitet. Der Rotihonigfresser ist durch indonesisches Recht geschützt. Er ist nach wie vor eine der häufigsten Vogelarten in ungestörten oder leicht gestörten Wäldern und Gestrüpp, was auf eine gesunde Population hinweist. Wenn geeignete Baumarten blühen, dringt die Art häufig in Dörfer oder degradierte Strauchgebiete ein, was darauf hindeutet, dass die Zerstörung des Lebensraums die größte Bedrohung für ihr Überleben darstellt, im Gegensatz zur Ernte für den Käfigvogelhandel. Der größte Teil von Roti war bereits 1990 stark abgeholzt. Es gibt auf der Insel kein größeres Schutzgebiet.